# API oberta

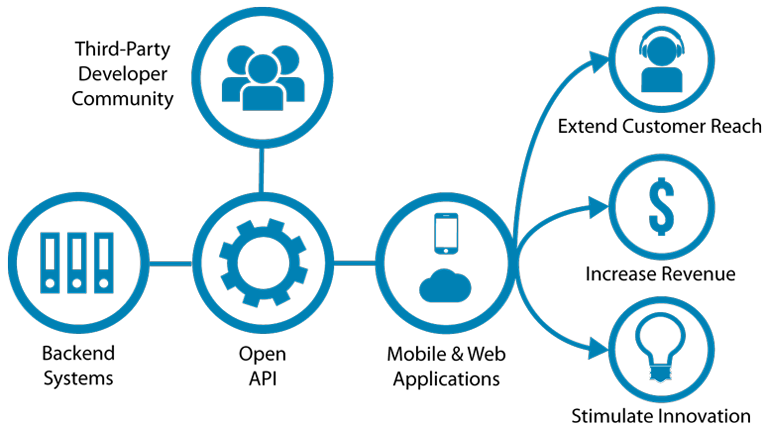
Gràfic empresarial de l'API obert.

Una API oberta (sovint anomenada API pública) és una interfície de programació d'aplicacions disponible públicament que proporciona als desenvolupadors accés programàtic a una aplicació de programari propietari o servei web. Les API són conjunts de requisits que regeixen com una aplicació es pot comunicar i interactuar amb una altra. Les API també poden permetre als desenvolupadors accedir a determinades funcions internes d'un programa, encara que aquest no sol ser el cas de les API web. En termes més senzills, una API permet que un programari interactuï amb un altre programari, ja sigui dins d'un únic ordinador mitjançant un mecanisme proporcionat pel sistema operatiu o a través d'una xarxa TCP/IP intern o extern o xarxa no TCP/IP. Actualment, les organitzacions proporcionen moltes API per accedir amb HTTP. Les API les poden utilitzar tant els desenvolupadors de l'organització que va publicar l'API com qualsevol desenvolupador de fora d'aquesta organització que vulgui registrar-se per accedir a la interfície.
Les API obertes tenen tres característiques principals:
1. Estan disponibles per als desenvolupadors i altres usuaris amb relativament poques restriccions. Les restriccions poden incloure la necessitat de registrar-se al servei que proporciona l'API.[4]
2. Normalment estan recolzats per dades obertes.[5] Les dades obertes estan disponibles gratuïtament perquè tothom les pugui utilitzar i tornar a publicar com vulgui, sense restriccions de drets d'autor, patents o altres mecanismes de control. Una API oberta pot ser d'ús gratuït, però l'editor pot limitar com es poden utilitzar les dades de l'API.
3. Es basen en un estàndard obert.